# Cena de Navidad (obra de teatro)
Cena de Navidad es una obra de teatro de José López Rubio estrenada en 1951.

## Argumento
Un acaudalado caballero que hizo su fortuna gracias al estraperlo convoca a su mesa para la cena de Nochebuena a una serie de personajes dispares. Entre ellos, están Laura, la Mala Mujer y la Buena Mujer. 
En el transcurso de la cena, Laura va contando las infidelidades de su marido. Al final se descubre que ese marido no es otro que el convocante, que ha organizado la cena como una manera de suplicar perdón.

## Estreno
- Teatro de la Comedia, de Madrid, el 14 de noviembre de 1951.
  - Dirección: Edgar Neville.
  - Intérpretes: Conchita Montes, José María Seoane, Juan Espantaleón, Pilar Muñoz, Rosita Yarza, Manolo Gómez Bur, José Franco.

## Televisión
En el espacio Estudio 1, de Televisión española, se emitió el 21 de diciembre de 1966 una adaptación dirigida por Pedro Amalio López, con actuación de Gemma Cuervo, Julio Núñez, Víctor Valverde, José María Caffarel y Mercedes Barranco.